# Corticarina wolamo
Corticarina wolamo es una especie de coleóptero de la familia Latridiidae.

## Distribución geográfica
Habita en Etiopía.